# Čergov
Čergov (polsky Góry Czerchowskie) je pohoří a geomorfologický celek, které se nachází v severovýchodní části Slovenska, v historickém regionu Šariš. Patří do východní části Západních Beskyd v subprovincii Vnějších Západních Karpat. Na východě sousedí s Ondavskou vrchovinou, na jihu s Košickou kotlinou a Šarišskou vrchovinou, na západě s Levočskými vrchy a na severu s pohořím Pieniny a menší část jeho severní strany přesahuje do Polska.
Pohoří zaujímá plochu asi 300 km2, je dlouhé asi 29 km, maximální šířka 17 km, nejvyšším vrcholem je  Minčol (1 157 m).

## Charakteristika
Horský celek Čergov je vytvořen na flyšovém podkladu a je orientován od severu na jihovýchod. Jeho nejvyššími vrcholy jsou Minčol (1157 m), Veľká Javorina (1098 m), Bukový vrch (1010 m), Lysá (1068 m), Solisko (1056 m), Čergov (1050 m) a Žobrácky vrch (920 m). Kompletní seznam tisícimetrových vrcholů obsahuje Seznam vrcholů v Čergově.

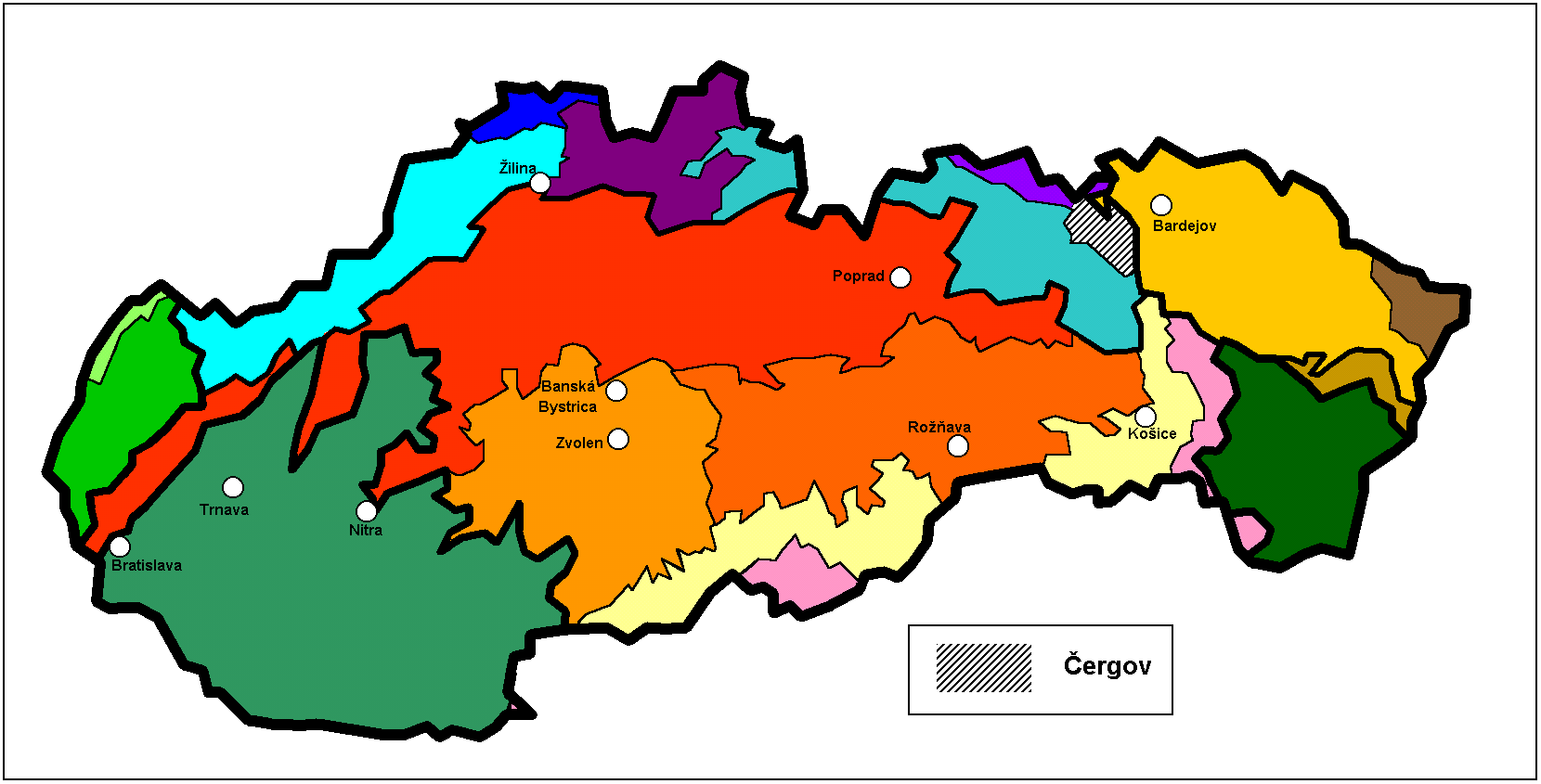
Poloha pohoří Čergov na mapě Slovenska

Svahy Čergova jsou porostlé smíšenými lesy s převahou listnatých stromů. Z nich se zde nejvíce vyskytuje buk, javor, habr, v menší míře také dub a bříza. Z jehličnanů zde roste ponejvíce smrk.
Na východních svazích Čergova pramení řeka Topľa a její mnohé přítoky. Potoky a říčky ze západní strany tvoří přítoky řeky Torysa. Podnebí v celé této oblasti řadí Čergov mezi chladné oblasti s průměrnými teplotami v zimních měsících −3 až −6 °C, v letním období 14 až 16 °C, počet dní se sněhovou pokrývkou činí 120 až 160 a počet letních dnů se pohybuje mezi 10 až 30.

## Chráněná území
Čergovské pohoří nepatří sice mezi slovenské chráněné krajinné oblasti ani národní parky, ale početné pozoruhodnosti a přírodní zvláštnosti jsou soustředěny do mnoha státních přírodních rezervací. K nejkrásnějším a nejhodnotnějším se řadí Čergovský Minčol, Livovská jelšina, Fintické svahy, Hradová hora a Kapušiansky hradný vrch. Na území těchto přírodních rezervací, ale i mimo ně, se nalézají početné chráněné přírodní výtvory a naučné stezky. Nacházejí se zde vzácné a chráněné druhy stromů, původní drobnější vegetace i některé chráněné druhy živočichů.